# Szabó Bálint (labdarúgó, 2001)
Szabó Bálint (Székesfehérvár, 2001. január 18. –) magyar utánpótlás-válogatott labdarúgó, középpályás, a román élvonalbeli Csíkszereda játékosa.

## Pályafutása

### Klubcsapatokban
A Fehérvár utánpótlás csapatait járta végig 2008-tól egészen 2017-ig. A felnőtt csapatban is bemutatkozott 2018 nyarán a Diósgyőr elleni mérkőzésen csereként lépett pályára a 73. percben. Leginkább a harmadosztályú tartalékcsapatban szerepelt, majd a fejlődése érdekében a másodosztályú Budaörshöz adták kölcsön a 2019-20-as szezonra.
2020-ban az elsőosztályú Paks csapatához igazolt, ahonnan egyből kölcsönbe került a frissen feljutó Kaposvárhoz a szezonra. A Paksiaknál 2021-ben mutatkozott be az NB I-ben, nevelőegyesülete, a Fehérvár ellen.
2023 februárjában jelentették be, hogy a török Antalyaspor a 2022–23-as idény végéig kölcsön vette vételi opcióval. 2023. március 6-án mutatkozott be a török élvonalban a Kasımpaşa ellen 3–1-re elvesztett mérkőzésen. Többször is nevezték a meccskeretbe, pályára azonban egyszer sem lépett, így júniusban visszatért a Paks csapatához.
2024. augusztus 7-én a montenegrói Mornar elleni hazai Konferencia Liga selejtező mérkőzésen tizenegyesből ő szerezte a második gólt (végeredmény: 3–0).
2025. június 25-én bejelentették, hogy az első élvonalbeli szezonjára készülő  Csíkszeredához igazolt.

### A válogatottban
2017 óta rendszeres tagja az utánpótlás csapatoknak.

## Sikerei, díjai

### Klubcsapattal
Paks
- Magyar kupagyőztes: 2024[9]
- Magyar bajnokság ezüstérmes: 2023–24